# 渋谷紫郎
渋谷 紫郎（しぶや しろう、1893年(明治26年)11月18日 - 1945年(昭和20年)1月12日）は、日本の海軍軍人。太平洋戦争初期に第十六駆逐隊司令として南方攻略戦に参加し、のち第百一戦隊司令官として戦死した海軍中将である。

## 人物・来歴

### 略歴

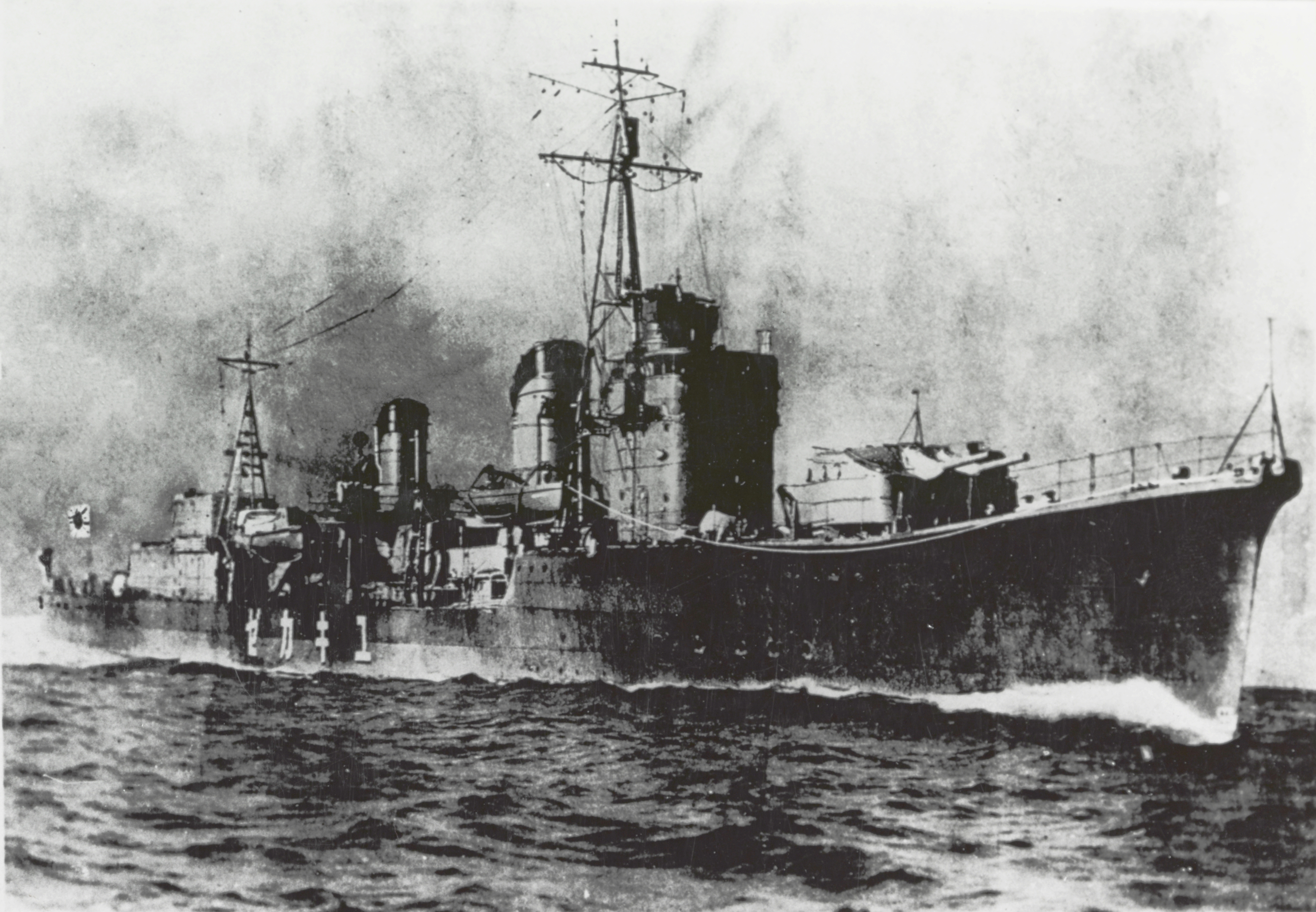
渋谷が座乗した駆逐艦 雪風

長野県出身。海軍兵学校44期で、席次は95名中32番。1917年(大正6年)少尉任官。渋谷は海軍水雷学校高等科学生を修了した水雷専攻士官で、ほぼ一貫して海上勤務に終始した海上戦闘の猛者であった。4艦の水雷長、3艦の駆逐艦長、軽巡洋艦｢神通」副長を経て、第一水雷隊及び第二十七駆逐隊の司令を務めた。この間1928年(昭和3年)少佐、1934年(昭和9年)中佐へ進級。1939年(昭和14年)11月大佐へ進級し、第一掃海隊司令、第七駆逐隊司令を経て第十六駆逐隊司令に就任。太平洋戦争開戦を迎え、南方攻略作戦、スラバヤ沖海戦、ミッドウェー海戦で指揮をとった。軽巡洋艦「阿武隈」艦長に転じ、アッツ島沖海戦、キスカ島撤退作戦に参戦。重巡洋艦「那智」艦長在任中の1944年(昭和19年)5月に少将昇進。同年11月第百一戦隊司令官に就任し、輸送作戦に従事中戦死した。

### 第十六駆逐隊司令
渋谷が司令を務めた第十六駆逐隊は第二水雷戦隊に属し、「雪風」ら陽炎型駆逐艦4隻から構成された部隊である。渋谷は海戦直前に猛訓練を行った。開戦初期においてレガスピー上陸作戦、メナド上陸作戦などに参加。スラバヤ沖海戦、ミッドウェー海戦まで指揮をとった。「雪風」航海士で後に軍事評論家となる山崎太喜男は渋谷について将来は司令長官級の人物という評価をしていた。

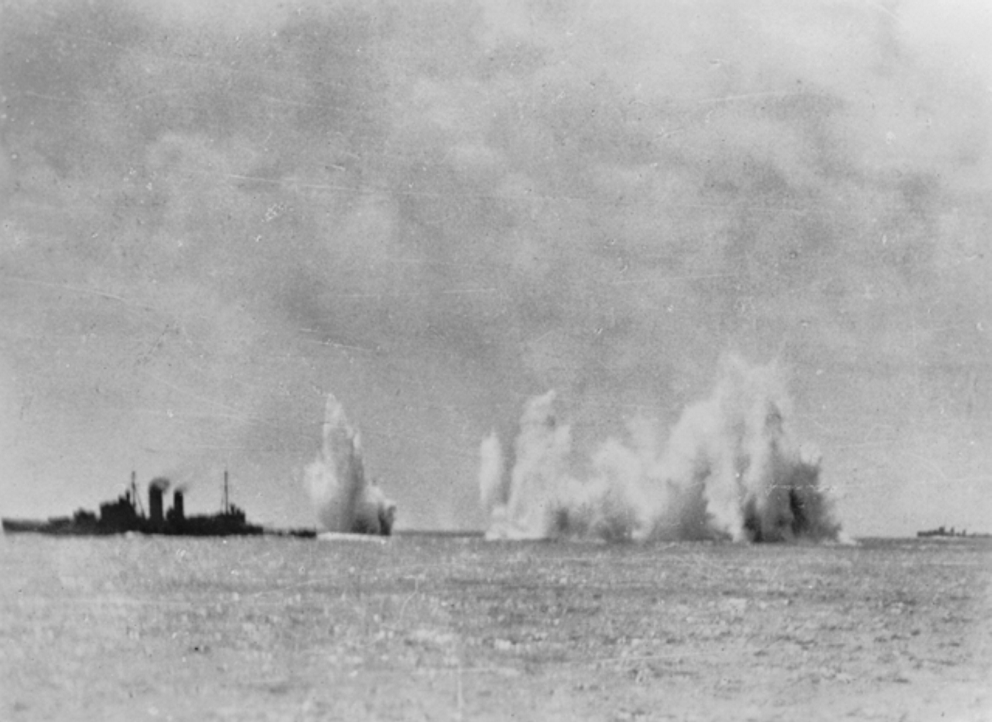
スラバヤ沖海戦

### アウトレンジ
渋谷はスラバヤ沖海戦、アッツ島沖海戦に参戦しているが、両海戦ともに戦術的な批判がある。日本海軍は、口径に勝る砲戦と酸素魚雷の駆走距離というアウトレンジ能力に頼ったことなどが原因で、有利な立場を活かしきれなかった。渋谷は一部隊の指揮官であったが、その無念を示す逸話がある。なお、スラバヤ沖海戦では魚雷の爆発尖過敏による自爆という問題が明らかとなっている。

### 第百一戦隊司令官
第百一戦隊は日本海軍最初の船団護衛専門部隊で、危機的状況にあった海上交通確保の任に当たる部隊である。それまで護衛部隊司令部と護衛艦艇は臨時編成であったが、海上護衛総隊の専門部隊創設要求により設けられ、旗艦「香椎」のほか海防艦6隻で構成されていた。1944年（昭和19年）12月にヒ85船団の日本からサンジャックまでの護衛に成功。折り返し1945年(昭和20年)1月、タンカー4隻、貨物船6隻から成るヒ86船団の護衛にあたるため、百一戦隊はサイゴンで船団と合流した。この船団は米国のフィリピン上陸作戦を援護するハルゼー部隊の航空攻撃を受け、海防艦3隻を残し壊滅。渋谷は戦死した。日本はこの日1日で船舶33隻、艦艇13隻を失った。
<水雷長を務めた艦>
- 駆逐艦・海風
- 防護巡洋艦・利根
- 軽巡洋艦・球磨
- 軽巡洋艦・鬼怒

<艦長を務めた駆逐艦>
- 刈萱
- 波風
- 電